# Nuthetal
Nuthetal (letteralmente: valle della Nuthe) è un comune di 9 269 abitanti del Brandeburgo, in Germania.
Appartiene al circondario di Potsdam-Mittelmark.
Non esiste alcun centro abitato denominato Nuthetal; si tratta pertanto di un comune sparso.

## Storia
Il comune venne formato il 26 ottobre 2003 dalla fusione dei comuni di Bergholz-Rehbrücke, Fahlhorst, Nudow, Philippsthal, Saarmund e Tremsdorf. Il nome del nuovo comune significa valle della Nuthe, con riferimento al piccolo fiume che attraversa il territorio.

## Società

### Evoluzione demografica
- Sviluppo della popolazione dal 1875 entro gli attuali confini (linea blu: popolazione; linea puntata: confronto dello sviluppo della popolazione dello stato del Brandenburgo; sfondo grigio: ai tempi del governo nazista; sfondo rosso: al tempo del governo comunista)
- Sviluppo recente della popolazione (linea blu) e previsioni

| Anno | Abitanti |
| ---- | -------- |
| 1875 | 2 066    |
| 1890 | 2 203    |
| 1910 | 2 528    |
| 1925 | 3 094    |
| 1939 | 4 141    |
| 1950 | 5 221    |
| 1964 | 4 637    |

| Anno | Abitanti |
| ---- | -------- |
| 1971 | 4 802    |
| 1981 | 4 826    |
| 1985 | 4 840    |
| 1990 | 4 713    |
| 1995 | 5 724    |
| 2000 | 8 468    |
| 2005 | 8 838    |

| Anno | Abitanti |
| ---- | -------- |
| 2010 | 8 778    |
| 2015 | 8 930    |
| 2016 | 8 958    |
| 2017 | 9 077    |
| 2018 | 9 061    |
| 2019 | 9 072    |
| 2020 | 9 035    |

Fonti dei dati sono nel dettaglio nelle Wikimedia Commons..

## Geografia antropica
Il comune di Nuthetal è suddiviso nelle frazioni (Ortsteil) di Bergholz-Rehbrücke, Fahlhorst, Nudow, Philippsthal, Saarmund e Tremsdorf, e comprende i nuclei abitati (Wohnplatz) di Bergholz, Forsthaus Ahrensdorf, Nudow-Ausbau, Rehbrücke e Stöckerhaus.